# Hans Ludwig (Mediziner)
Hans Ludwig (* 17. Oktober 1929 in Warnsdorf, Tschechoslowakei) ist ein deutscher Gynäkologe und Geburtshelfer.

## Leben
Hans Ludwig erhielt seine Ausbildung in Düsseldorf, Marburg, Tübingen, Basel und München. Nach Dissertation und Habilitation wurde er 1972 zum Professor für Gynäkologie und Geburtshilfe an die Universität Duisburg-Essen berufen, wo er bis 1982 tätig war. Danach wechselte er in gleicher Funktion an die Universität Basel. Hier war Ludwig bis zu seiner Emeritierung als Direktor der Universitätsfrauenklinik 1990 tätig und von 1989 bis 1995 Studiendekan.
Das wissenschaftliche Interesse Ludwigs galt der Blutgerinnung, dem Schockgeschehen in der Geburtshilfe, der Kontrazeption, der menschlichen Fortpflanzung und der elektronenmikroskopischen Morphologie des weiblichen Genitaltraktes. Seit 1996 widmet er sich der Geschichte der Frauenheilkunde und Geburtshilfe.
Von 1986 bis 1988 war Hans Ludwig Präsident der Deutschen Gesellschaft für Gynäkologie und Geburtshilfe und organisierte deren Kongress 1988 in München.
Ludwig ist seit 1980 Mitglied des Editorial Board der Zeitschrift Archives of Gynecology and Obstetrics, von 1997 bis 2010 als Coordinating Editor, seither als Editor Emeritus. Er war von 1988 bis 1991 Präsident der European Association of Gynecology and Obstetrics und von 1979 bis 1994 Mitglied im Executive Board der Fédération Internationale de Gynécologie et d’Obstétrique (FIGO). 1985 war er Generalsekretär des FIGO-Weltkongresses in Berlin. Hans Ludwig ist seit 1987 Fellow of the Royal College of Obstetricians and Gynaecologists ad eundem (FRCOG) und Fellow of the American Congress of Obstetricians and Gynecologists (hon.) (FACOG). Im Jahr 2000 wurde er zum Ehrenmitglied der Česká gynekologická a porodnická společnost (Tschechische Gesellschaft für Gynäkologie und Geburtshilfe der Tschechischen Gesellschaft für Medizin Purkinyě) ernannt. Die Ehrenmitgliedschaft der Deutschen Gesellschaft für Gynäkologie und Geburtshilfe wurde ihm 2012 verliehen.

## Schriften (Auswahl)
Als Autor
- Mikrozirkulationsstörungen und Diapedeseblutungen im fetalen Gehirn bei Hypoxie: Tierexperimentelle Untersuchungen über den präventiven Effekt von Fibrinolyse-Inhibitoren. Karger, Basel/New York 1968.
- Pathologische Fibrinierung bei der Spätgestose. In: Ernst Theodor Rippmann (Hrsg.): Die Spätgestose. Schwabe, Basel 1970.
- mit Hildegard Metzger: The Human Female Reproductive Tract: A Scanning Electron Microscopic Atlas. Springer, Berlin/Heidelberg/New York 1976, doi:10.1007/978-3-642-66345-1.
- Die Entwicklung der deutschsprachigen Zeitschriften im Fach Gynäkologie und Geburtshilfe. In: Lutwin Beck (Hrsg.): Zur Geschichte der Gynäkologie und Geburtshilfe. Springer, Berlin/Heidelberg, New York 1986, S. 357–364.
- Der Unscheinbare: Erinnerungen. Gedanken. Geschichten. Edition Blaes, Schondorf 2012.
- Licht in der Dämmerung des Abends. Gedichte. Druck und Verlag Steinmeier, Deinigen 2013, ISBN 978-3-033-04334-3
- Den Alltag zum Leuchten bringen. Edition Blaes, Schondorf, 2016, ISBN 978-3-942641-52-4
- Mein Leben mit Büchern. Edition Blaes, Schondorf, 2019, ISBN 978-3-942641-63-0

In der Zeitschrift Der Gynäkologe publiziert Hans Ludwig seit 2002 Arbeiten über Persönlichkeiten und Meilensteine der Gynäkologie und Geburtshilfe.
Als Herausgeber
- mit E. Kurz: Die Beckenvenen: vom 23.–26. Oktober 1975 in München. Schattauer, Stuttgart/New York 1976.
- mit Hans-Joachim Genz: Blutgerinnung und Gefäßwand: in Essen vom 24.–26. Februar 1977. Schattauer, Stuttgart/New York 1981.
- Die Reden. Eröffnungsansprachen zu den Kongressen der Gesellschaft 1886–1998 [Deutsche Gesellschaft für Gynäkologie und Geburtshilfe]. Springer, Berlin/Heidelberg/New York 1998; 2., erweiterte Auflage 1999, doi:10.1007/978-3-642-59913-2.
- Deutsche Gesellschaft für Gynäkologie und Geburtshilfe – Vom Programm zur Botschaft. Deutsche Gesellschaft für Gynäkologie und Geburtshilfe, Düsseldorf 2002; 2. Auflage 2008, ISBN 3-00-009676-0.
- mit Rolf Kreienberg: 125 Jahre Deutsche Gesellschaft für Gynäkologie und Geburtshilfe: Werte, Wissen, Wandel. Springer, Berlin 2011, doi:10.1007/978-3-642-15012-8.